# Zainab Salbi

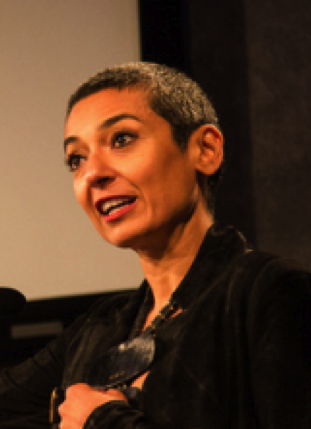
Zainab Salbi (2013)

Zainab Salbi (arabisch زينب سلبي, DMG Zainab Salbī; geb. am 24. September 1969 in Bagdad) ist eine irakisch-US-amerikanische Frauenrechtsaktivistin, Autorin, Fernsehmoderatorin und Podcasterin. Sie ist Mitbegründerin von Women for Women International, einer Non-Profit-Organisation, die Frauen in Fällen von sexualisierter Gewalt unterstützt. Sie moderiert die Frauen-Fernsehmagazine Through Her Eyes und MeToo, Now What? und betreibt seit 2022 den Redefined-Podcast.

## Herkunft und Ausbildung
Zainab Salbi wurde 1969 in einer muslimischen Familie in der irakischen Hauptstadt Bagdad geboren. Sie wuchs mit einem jüngeren Bruder auf. 1971 zog die Familie in das Mansour-Viertel im Westen Bagdads. Ihre Mutter, eine säkulare Muslima, war Biologielehrerin, ihr Vater war Pilot bei einer Fluglinie. Als Salbi 11 Jahr alt war, wurde ihr Vater persönlicher Pilot für Saddam Hussein, der die Familie in der Folge regelmäßig während seiner Präsidentschaft in ihrer Wohnung besuchte. Der Erste Golfkrieg zwischen 1980 und 1988 zwischen dem Irak und Iran prägte ihre Kindheit und Jugend, auch durch die Bombenangriffe auf Bagdad. Sie studierte Sprachen an der Irak-Universität.
1990, Salbi war 20 Jahre alt, wurde sie für eine arrangierte Ehe in die USA geschickt, nachdem sich ihre Mutter Sorgen wegen der Aufmerksamkeit Huseins für ihre Tochter machte. Salbi ließ sich scheiden, nach dem ihr Ehemann gewalttätig geworden war, wegen des Zweiten Golfkriegs konnte sie jedoch nicht in den Irak zurückkehren. Sie zog nach Washington, D.C. und arbeitete als Übersetzerin. 1996 erwarb sie einen Bachelor in Soziologie und Frauenstudien an der George Mason University in Fairfax (Virginia). 2001 schloss sie einen Master-Studiengang in Entwicklungsforschung an der London School of Economics and Political Science ab.

## Karriere

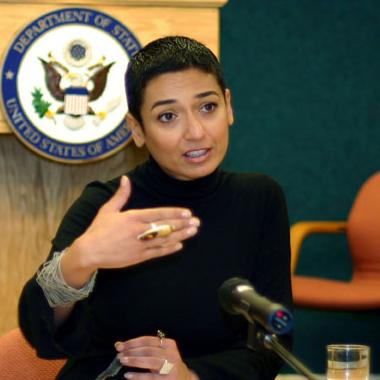
Salbi in New York (2005)

Nachdem Salbi während ihres Studiums an der George Mason University mit den systematischen Vergewaltigungen konfrontiert worden war, die v. a. durch bosnisch-serbische Militärs und Paramilitärs während des Bosnienkriegs (1992 bis 1995) eingesetzt wurden, gründete sie 1993 zusammen mit ihrem Ehemann Atallah die Non-Profit-Organisation Women for Women International. Salbi diente anfangs als Präsidentin, zu Beginn stand die Unterstützung von Frauen in Bosnien-Herzegovina und Kroatien im Vordergrund, was 2003 auf den Irak ausgedehnt wurde. Das Programm bringt Sponsoren in Nordamerika mit Frauen in den Zielländern zusammen. Als Salbi die Präsidentschaft 2011 aufgab, hatte die Organisation in ihrer Amtszeit für humanitäre Zwecke und Entwicklungsmaßnahmen 315.000 Frauen unterstützt und mehr als 108 Mio. US$ als Direkthilfe und Mikrokredite zur Verfügung gestellt. Women for Women International war in den folgenden Jahren in 185 Ländern der Erde tätig.
2003 gab sie den Report Winning the Peace Conference Report: Women’s Role in Post-Conflict Iraq heraus, der von Women Waging Peace und dem Woodrow-Wilson-Center veröffentlicht wurde. Später stellte sie den Report auch vor dem Kongress der Vereinigten Staaten vor. 2006 war Salbi sechsmal Gast in der The Oprah Winfrey Show, um die Arbeit von Women for Women International vorzustellen. Im selben Jahr wurde die Organisation mit dem Hilton Humanitarian Prize in Höhe von 1,5 Mio. US$ ausgezeichnet.
2015 präsentierte Salbi erstmals auf dem Privatsender TLC Arabia die Talkshow The Calling, in der Premiere war Oprah Winfrey ihr Gast. Die Show wurde in 22 Ländern im Mittleren Osten und Nordafrika ausgestrahlt und wandte sich an arabische und muslimische Frauen. 2016 startete sie „The Zainab Salbi Project“ als eigene Serie zu sozialen Themen aus aller Welt bei der Online-Zeitung HuffPost. Seit Februar 2018 moderiert sie die-Fernsehsendung #MeToo, Now What? im Public Broadcasting Service. Sie thematisiert dort, wie infolge der #MeToo-Bewegung ein positiver Wandel eintreten könnte, und berührt dabei Fragen von Geschlecht, Rasse und sozialer Klasse. Als Gäste interviewte Salbi Journalisten, Schriftsteller und Aktivisten wie die Bürgerrechtlerin Nadine Strossen. 2018 war Salbi Gastgeberin der Yahoo! News-Show Through Her Eyes with Zainab Salbi, die sich auf globale Frauenthemen konzentrierte.
2005 veröffentlichte Salbi ihre Memoiren Between Two Worlds: Escape From Tyranny: Growing Up in the Shadow Of Saddam, die ihre Kindheit, den Kontakt ihrer Familie zu Saddam Hussein, ihre Flucht, ihre Ehe und den Beginn ihrer Karriere darstellten. In ihrer 2006 erschienenen Dokumentation The Other Side of War beschreibt Salbi die Geschichten von Frauen, die den Krieg überlebt hatten und später in politischen Ämtern oder beruflich erfolgreich waren. 2018 schrieb sie das Selbsthilfe-Buch Freedom Is an Inside Job. Seit 2022 veröffentlicht sie Beiträge auf der Online-Plattform für Achtsamkeit und Spiritualität „FindCenter“ und moderiert den Podcast „Redefined“ des Zentrums.

## Auszeichnungen
- 1995 Ehrung als „21st Century Heroine“ durch US-Präsident Bill Clinton für ihre humanitäre Arbeit[3][34]
- 2005 Ehrung als Innovator of the Month und später als Philanthropin durch das Time-Magazin[34][35][36]
- 2005 Trailblazer Award vom Forbes-Magazine[34]
- 2005 Human Security Award durch das Blum Centre for Poverty Alleviation der University of California (Irvine)[37]
- 2011 Nennung unter die Top 100 Women Activists and Campaigners durch The Guardian[38]
- 2012 Ernennung zur Women of the Year durch Barclays[3]
- 2014 Wahl unter die 55 Most Influential Women on Twitter durch das Fortune-Magazin[39]
- 2014 Ehrendoktorwürde der University of York[40]
- 2017 Nennung als influential Arab woman durch Arabian Business[41]
- 2017 Nennung unter die 100 Global Thinkers in the World by Foreign Policy[42]
- 2019 Wahl unter die 100 Most Powerful Arabs durch Gulf Business[43]
- 2019 Ehrendoktorwürde der George Mason University[44]
- 2019 Ehrendoktorwürde der University of Glasgow[45]
- 2019 Eleanor Roosevelt Val-Kill Award[46][47]

## Privates
Zainab Salbi war von 1993 bis zu ihrer Scheidung mit dem palästinensisch-US-amerikanischen Anwalt Amjad Atallah verheiratet.
1996 erhielt sie die US-amerikanische Staatsangehörigkeit.

## Publikationen (Auswahl)
- Between Two Worlds: Escape From Tyranny: Growing Up in the Shadow Of Saddam, 2005, ISBN 978-1-59240-156-7.
- Hidden in plain sight: growing up in the shadow of Saddam, London: Vision, 2006, ISBN 978-1-904132-97-4.
- The Other Side of War: Women's Stories of Survival & Hope Washington, D.C: National Geographic, 2006, ISBN 978-0-7922-6211-4.
- If You Knew Me You Would Care New York: PowerHouse Books, 2012, ISBN 978-1-57687-619-0.
- Freedom Is an Inside Job: Owning Our Darkness and Our Light to Heal Ourselves and the World, Sounds True, Incorporated, 2018, ISBN 978-1-68364-177-3.